# 菲尤澤利爾山
菲尤澤利爾山（英語：Fusilier Mountain），是南極洲的山峰，位於南喬治亞群島，處於斯基特勒山以西5公里的希尼冰川北岸，海拔高度810米，在1991年由英國南極名稱諮詢委員會命名，由英國海外領土管轄。